# Ерганъёган
Ерганъёган (устар. Ерган-Ёган, Ирханъёган) — река в России, протекает по Ханты-Мансийскому АО. Устье реки находится в 241 км от устья реки Сабун по левому берегу. Длина реки составляет 98 км, площадь водосборного бассейна — 927 км².

## Бассейн
(км от устья)
- 7 км: река Ирханъигол (лв)
  - 7 км: река Укумъигол (лв)
- 54 км: река Лемторъигол (лв)
- 62 км: река Ирханъигол (лв)
- 68 км: река Укумирханъёган (пр)

## Данные водного реестра
По данным государственного водного реестра России относится к Верхнеобскому бассейновому округу, водохозяйственный участок реки — Вах, речной подбассейн реки — бассейн притоков (Верхней) Оби от Васюгана до Ваха. Речной бассейн реки — (Верхняя) Обь до впадения Иртыша.